# Баштанское восстание
Баштанское восстание — крестьянское восстание против Деникина в Николаевском уезде Херсонской губернии в 1919 году.

## История
Восстание против деникинской власти началось в селе Полтавка
16 сентября 1919 года. Вскоре к восстанию присоединилось несколько соседних сёл.
Повстанцы провозгласили Баштанскую республику и власть советов, разделили между собой помещичью землю. Движение возглавлялось боротьбистами и большевиками. 
30 сентября 1919 года было организовано 5 отрядов общей численностью 2000 чел. В начале октября был сформирован 6-й отряд. Командирами отрядов были: Иван Тур, Михаил Прядко, Петр Вилкул, Е. Фощенко, М. Дубогрий, Ларион Услов. Кость Балдук был назначен командиром Баштанской конной сотни. Территория, охваченная восстанием (Полтавка-Баштанка и окружающие села), достигала 1,5 тыс. км², а количество повстанцев — более 3 тыс. бойцов. Против повстанцев действовало 2 казачьих дивизии Деникина под командованием Я. А. Слащова. Восстание было подавлено 9 — 18 ноября 1919 года. При этом только в селе Баштанка войска Деникина сожгли 300 хат и расстреляли 852 человек. Мелкие отряды повстанцев продолжали сопротивление до занятия этой территории Красной Армией.

## Память
Украинский советский писатель Юрий Яновский написал пьесу про Баштанскую республику «Дума о Британке», которая была экранизирована на киностудии имени Довженко в 1969 году.